# سونورا (كاليفورنيا)
سونورا (بالإنجليزية: Sonora)‏ هي إحدى مدن مقاطعة توولومني، كاليفورنيا. تم إعطاءها لقب مدينة في 1 مايو، 1851.

## المناخ
يظهر الجدول التالي التغييرات المناخية على مدار السنة لسونورا:
| البيانات المناخية لـسونورا        | البيانات المناخية لـسونورا | البيانات المناخية لـسونورا | البيانات المناخية لـسونورا | البيانات المناخية لـسونورا | البيانات المناخية لـسونورا | البيانات المناخية لـسونورا | البيانات المناخية لـسونورا | البيانات المناخية لـسونورا | البيانات المناخية لـسونورا | البيانات المناخية لـسونورا | البيانات المناخية لـسونورا | البيانات المناخية لـسونورا | البيانات المناخية لـسونورا |
| الشهر                             | يناير                      | فبراير                     | مارس                       | أبريل                      | مايو                       | يونيو                      | يوليو                      | أغسطس                      | سبتمبر                     | أكتوبر                     | نوفمبر                     | ديسمبر                     | المعدل السنوي              |
| --------------------------------- | -------------------------- | -------------------------- | -------------------------- | -------------------------- | -------------------------- | -------------------------- | -------------------------- | -------------------------- | -------------------------- | -------------------------- | -------------------------- | -------------------------- | -------------------------- |
| الدرجة القصوى °ف (°م)             | 75 (24)                    | 78 (26)                    | 84 (29)                    | 92 (33)                    | 103 (39)                   | 113 (45)                   | 113 (45)                   | 110 (43)                   | 108 (42)                   | 100 (38)                   | 89 (32)                    | 81 (27)                    | 113 (45)                   |
| متوسط درجة الحرارة الكبرى °ف (°م) | 54.5 (12.5)                | 58.0 (14.4)                | 62.4 (16.9)                | 68.5 (20.3)                | 77.1 (25.1)                | 86.1 (30.1)                | 94.5 (34.7)                | 93.0 (33.9)                | 86.7 (30.4)                | 76.0 (24.4)                | 63.5 (17.5)                | 55.6 (13.1)                | 73.0 (22.8)                |
| متوسط درجة الحرارة الصغرى °ف (°م) | 33.4 (0.8)                 | 35.5 (1.9)                 | 38.0 (3.3)                 | 41.7 (5.4)                 | 46.7 (8.2)                 | 52.7 (11.5)                | 58.7 (14.8)                | 57.4 (14.1)                | 52.7 (11.5)                | 45.2 (7.3)                 | 38.1 (3.4)                 | 33.8 (1.0)                 | 44.5 (6.9)                 |
| أدنى درجة حرارة °ف (°م)           | 13 (−11)                   | 15 (−9)                    | 20 (−7)                    | 24 (−4)                    | 24 (−4)                    | 33 (1)                     | 39 (4)                     | 40 (4)                     | 33 (1)                     | 25 (−4)                    | 21 (−6)                    | 8 (−13)                    | 8 (−13)                    |
| الهطول إنش (مم)                   | 6.13 (156)                 | 5.55 (141)                 | 5.10 (130)                 | 2.77 (70)                  | 1.27 (32)                  | 0.33 (8.4)                 | 0.04 (1.0)                 | 0.08 (2.0)                 | 0.39 (9.9)                 | 1.62 (41)                  | 3.46 (88)                  | 5.39 (137)                 | 32.14 (816)                |
| متوسط تساقط الثلوج إنش (سم)       | 2.3 (5.8)                  | 1.0 (2.5)                  | 0.5 (1.3)                  | 0.2 (0.51)                 | 0 (0)                      | 0 (0)                      | 0 (0)                      | 0 (0)                      | 0 (0)                      | 0 (0)                      | 0 (0)                      | 0.7 (1.8)                  | 4.7 (12)                   |
| المصدر #1:                        |                            |                            |                            |                            |                            |                            |                            |                            |                            |                            |                            |                            |                            |
| المصدر #2: Weather Channel        |                            |                            |                            |                            |                            |                            |                            |                            |                            |                            |                            |                            |                            |

## أعلام
- لاري فرانكو
- جوش باري
- مايك كيلي
- ويزلي دونكان
- ملفين بللي
- لين رايس